# Slatinské Lazy
Slatinské Lazy (maďarsky Szalatnairtvány) jsou obec na Slovensku v okrese Detva. V obci žije 530 obyvatel.